# Adrien-Joseph Le Valois d'Orville
Adrien-Joseph Le Valois d'Orville (né Adrien Joseph de Valois à Paris le 8 juin 1715 et mort en 1780) est un librettiste amateur du XVIIIe siècle. Il a été baptisé à la paroisse Notre-Dame-des-Champs, fils d'Adrien de Valois et de Marie Suzanne Durand de Linois. Il avait épousé Geneviève Chapelon, dont il eut 2 enfants, Alexis et Victor.
Il a donné plusieurs parodies d'opéras et de tragédies, principalement au théâtre de la foire et à l'Opéra-Comique.
Il est surtout connu pour avoir adapté le livret de Platée, comédie lyrique de Jean-Philippe Rameau dont ce dernier avait acquis les droits de son auteur originel, Jacques Autreau.